# Polypedilum karaja
Polypedilum karaja är en tvåvingeart som beskrevs av Bidawid 1996. Polypedilum karaja ingår i släktet Polypedilum och familjen fjädermyggor. Inga underarter finns listade i Catalogue of Life.